# Clubiona filoramula
Clubiona filoramula là một loài nhện trong họ Clubionidae.
Loài này thuộc chi Clubiona. Clubiona filoramula được miêu tả năm 1998 bởi Zhang & Chang-Min Yin.